# Bright Food
Bright Food (Group) Co. Ltd. ist ein 2006 gegründeter, staatseigener chinesischer Lebensmittel- und Getränkehersteller mit Hauptsitz in Shanghai und gehört zu den größten Lebensmittelherstellern in China. Das Unternehmen gehört zu 50 % der Stadtregierung von Shanghai, die anderen 50 % sind in Besitz verschiedener kommunaleigener Institutionen aus Shanghai.

## Produkte
Zu den von Bright Food hergestellten Produkten zählen unter anderem Milchprodukte, Süßwaren, Konservennahrung, Mineralwasser, Reis und Fleischprodukte.

## Unternehmen
Die Bright Food Group besitzt eine Reihe von Unternehmen, darunter auch 5 führende Unternehmen der staatlichen landwirtschaftlichen Industrialisierung", diese sind:
- Bright Dairy & Food Co., Ltd.
- NGS Supermarket (Group) Co., Ltd.,
- Shanghai Urban Agribusiness Co., Ltd.,
- Shanghai Haifeng Rice Industry Co., Ltd.
- Shanghai Flower Port Enterprises Development Co., Ltd.

Weitere wichtige Tochterunternehmen sind (in Klammern die Höhe der gehaltenen Beteiligung, soweit bekannt):
- Sunbeam Foods, Australien
- Mildura Fruit Company, größter Zitrusfrüchte-Abpacker Australiens
- Mildura Fruit Juices, Australien
- Manassen Foods, größter Lebensmittelimporteur Australiens (75 %)
- The Margaret River Dairy Company, Australien
- Mundella Foods, größtes. Milchverarbeitungsunternehmen Westaustraliens
- Weetabix Limited, Vereinigtes Königreich (60 % gehalten seit 2012, 2017 an Post Holdings verkauft)
- Shanghai First Provisions Store Co., Ltd. (100 %)
- Shanghai Maling Aquarius Co., Ltd. (100 %); im Jahr 2016 übernahm Shanghai Maling Aquarius 50 % der Silver Fern Farms, der größten neuseeländischen Fleischkooperative.[2]
- Shanghai Haibo Co., Ltd. (100 %)
- Shanghai Tangjiu Group Co Ltd., auch als Shanghai Sugar, Cigarette & Wine Group (SSCW) auftretend (100 %)
- Tnuva, größtes Molkereiunternehmen Israels (56 %)
- Società per Azioni Lucchese Olii e Vini (SALOV), Italien
- Miquel Alimentació (GM Food), größter Lebensmittelgroßhändler Spaniens (72 %), 2021 wird das Unternehmen, vorbehältlich der Zustimmung der Wettbewerbsdirektion der Europäischen Kommission, an die schweizerische Transgourmet Holding verkauft.

Börsennotierte Tochterunternehmen sind:
- First Provisions
- Bright Dairy & Food
- Jaibo Co., Ltd.
- Maling Aquarius Co., Ltd

Im Jahr der Gründung 2006 beliefen sich die Umsatzerlöse des Unternehmens auf 45 s RMB. (ca. 6,0 Mrd. EUR)